# قائمة قنوات يوتيوب الأكثر اشتراكا

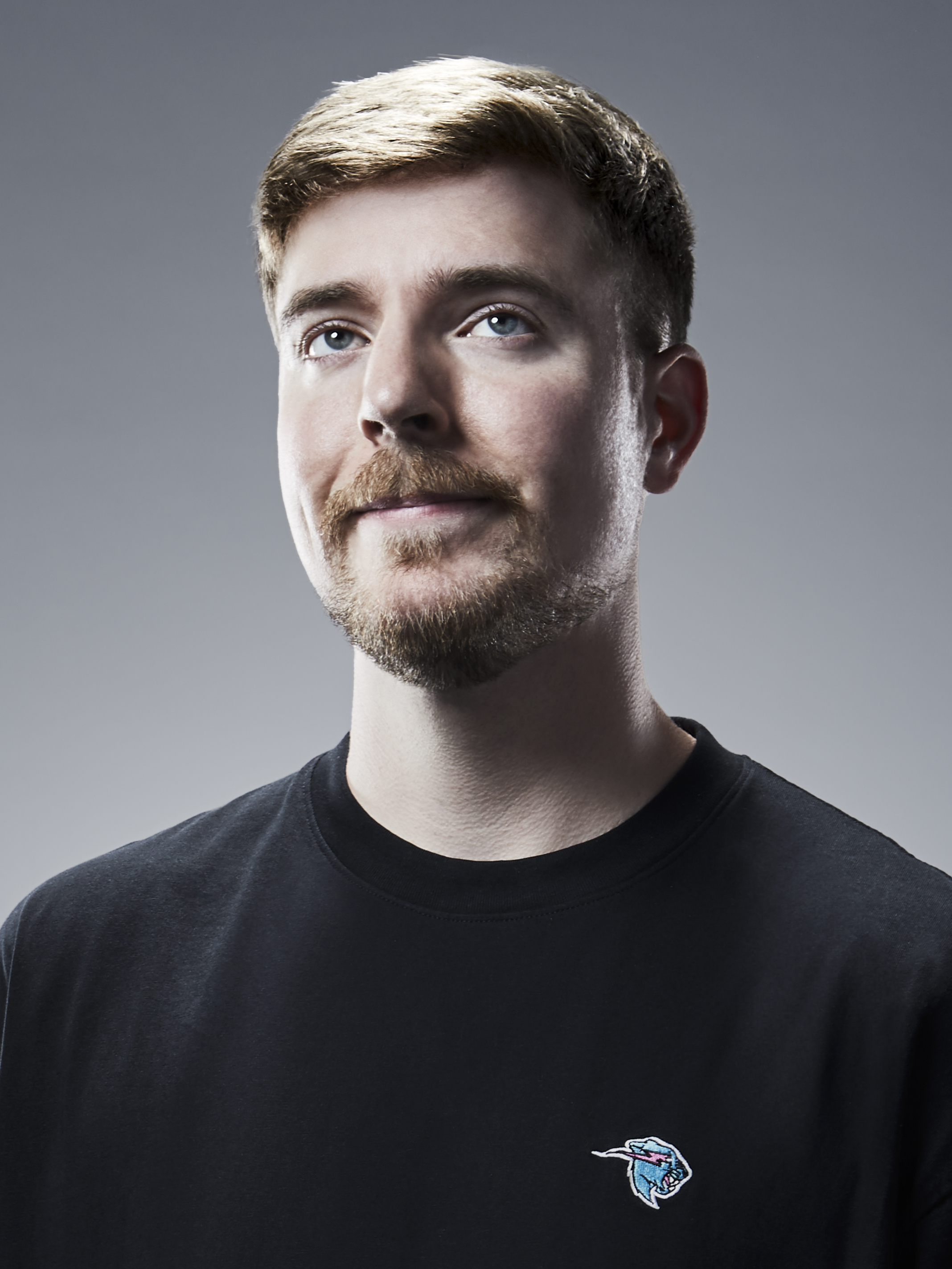
تُعتبر قناة اليوتيوبر الأمريكيّ الفردي مستر بيست الأكثر اشتراكًا على يوتيوب، بـ299 مليون مشترك اعتبارًا من يوليو 2024.

هذه قائمة قنوات يوتيوب الأكثر اشتراكًا، وتتضمن أكثر 50 قناة اشتراكًا على منصة يوتيوب. أُضيفت القدرة على «الاشتراك» بقناة مستخدم اليوتيوب في أواخر أكتوبر 2005م، بدأت قائمة «الأكثر اشتراكًا» على يوتيوب كمخطط بياني في مايو 2006، في الوقت الذي كانت فيه قناة سموش أكثر قناة اشتراكًا مع 2,986 مشترك.
أكبر قناة بعدد المشتركين هي قناة اليوتيوبر مستر بيست، ب362 مليون مشترك اعتبارًا من 29 نوفمبر 2024، وتكتسب قناته 460,000 مشترك يوميًا كمُتوسِط.